# Sonia Cavallo
Sonia Cavallo (Córdoba, Argentina, 1973) es una economista y diplomática argentina que se desempeñó como embajadora de Argentina ante la Organización de Estados Americanos entre 2024 y 2025.

## Educación
Se graduó como economista en la Universidad de San Andrés y obtuvo una maestría en el área de políticas públicas en la Universidad de Harvard.

## Carrera
Desde 2014 ha sido profesora en el programa de economía aplicada en la Universidad Católica de América, en Washington D. C.
Sonia fue designada el 4 de junio de 2024 como embajadora de Argentina ante la Organización de Estados Americanos durante el gobierno de Javier Milei. Durante su periodo se mostró alineada con la política exterior de Milei. A finales de enero, mostro su rechazo en contra de la juramentación de Nicolás Maduro en Venezuela, describiéndola como “un atentado a la democracia”; en contra del asedio a la embajada de Argentina en Caracas, y la detención del gendarme Nahuel Gallo.
El 10 de febrero de 2025 fue destituida del cargo luego de que el mismo día Javier Milei criticase al ministro de economía de Carlos Menem y su padre, Domingo Cavallo.

## Obras
- Historia Económica de la Argentina (coautora)

## Vida personal
Sonia Cavallo está casada con Daniel Fitzgerald Runde y tiene dos hermanos. Su padre, Domingo Cavallo, fue ministro de economía durante la presidencia de Carlos Menem.